# Světlounovití
Světlounovití (Dalatiidae) je čeleď menších, celosvětově rozšířených žraloků z řádu ostrouni (Squaliformes).

## Výskyt
Světlounovití se vyskytují v Atlantském, Indickém a Tichém oceán. Obývají vody od mírného po tropický pás. Typicky se vyskytují v hlubších vodách kontinentálních svahů daleko od břehu.

## Charakteristika
Jedná se o menší žraloky s úzkým až mírně baculatým tělem o délce od několika desítek centimetrů po 2 metry. Světloun drobný (Squaliolus laticaudus) se svými 25 cm dokonce patří mezi nejmenší známé druhy žraloků. Hlava světlounovitých je úzká a kuželovitá, čumák krátký. Mají dvě hřbetní ploutve bez trnů; výjimku tvoří zástupci rodu Squaliolus, kteří mají jeden menší trn na první hřbetní ploutvi. Světlounovití jsou jedni z mála žraloků, kteří mají přítomny luminescentní orgány, které lze pozorovat i z vnějšku jako černé tečky převážně na břišní straně těla. Zuby v horní čelisti jsou menší s úzkými hroty bez bočních hrotků, spodní zuby jsou širší s výraznějšími bočními hrotky vyrůstajícím z boků korunek.
Jsou živorodí. Některé druhy představují mocné predátory, jiné druhy se živí ektoparaziticky. Světloun Bonaterrův (Dalatias licha) je ohrožen cíleným i nechtěným lovem pro chutné maso a olej z jater. Ostatní druhy nejsou pro člověka ekonomicky významné díky jejich malé velikosti.

## Systematika
Nejstarší fosilní druhy pochází ze pozdní křídy. Do čeledi se řadí asi 7 rodů a 10 druhů:
- rod Dalatias
  - Dalatias licha – světloun Bonaterrův
- rod Euprotomicroides
  - Euprotomicroides zantedeschia – světloun světloocasý
- rod Euprotomicrus
  - Euprotomicrus bispinatus – světloun dvojtrnný
- rod Heteroscymnoides
  - Heteroscymnoides marleyi – světloun Marleyův
- rod Isistius
  - Isistius brasiliensis – žraloček brazilský
  - Isistius plutodus – žraloček velkozubý
- rod Mollisquama
  - Mollisquama parini – světloun Parinův
  - Mollisquama mississippiensis
- rod Squaliolus
  - Squaliolus laticaudus – světloun drobný
  - Squaliolus aliae – světloun tajvanský

Původní podčeledi světlounovitých Etmopterinae a Oxynotinae byly povýšeny na samostatné čeledi Oxynotidae a Etmopteridae.